# Распад Грузинского царства
Распад Грузинского царства (груз. საქართველოს სამეფოს დაშლა) — междоусобная война в едином Грузинском царстве во второй половине XV века. Конфликт начался в правление царя Георгия VIII и продолжился при Баграте VI и Константине II. Война началась в 1460-х годах после сепаратистского мятежа в княжестве Самцхе, что привело к серии конфликтов между центральным правительством и царскими соперниками в регионах Имерети и Кахети. За три десятилетия Грузия обеднела и ослабела. В 1490 году был заключен мирный договор, согласно которому Грузинское царство разделилось на три независимых царства. Это положило конец монархии, существовавшей с XI века. 
Конфликт совпал во времени с важными геополитическими событиями на пограничном Ближнем Востоке, такими как падение Византийской империи в 1453 году и подъём Османской империи. Туркоманы, пользуясь политическом расколом, часто вторгались на территорию Грузии.

## Исторический контекст

Грузинское царство во второй половине XIV — начале XV вв. и территориальные потери в результате нашествий Тамерлана.

На заре второй половины XV века Грузинское царство было самым могущественным государством на Кавказе после возрождения, происходившего в правление царя Александра I Великого. Хотя царство сильно пострадало ещё при первом монгольском вторжении, а также от резни и разрушений, организованных военачальником Тамерланом в 1400-х годах. Более того, в отличие от периода Золотого века Грузии XIII века, государственные образования, граничащие с Грузией, усилились, создавая серьёзную угрозу. В частности, туркоманские племена начали объединяться в конфедеративную империю Кара-Коюнлу, которая разоряла Грузию с 1410-х годов.
В 1453 году турки-османы захватили Константинополь, положив конец Византийской империи, центру православного христианства с XI века. Грузия осталась изолированной от западного мира, и царство стало единственной христианской страной рядом с Ближним Востоком, что побудило грузинскую власть и знать временно объединиться, чтобы подтолкнуть силы Западной Европы к новому крестовому походу. Эти усилия быстро провалились, поскольку европейцы отказались рассматривать османов как угрозу. У Грузии больше не было союзников, и она оказалась в одиночестве в окружении могущественных мусульманских государств. Упадок международной торговли, исчезновение культурных союзнических государств и растущие угрозы на Кавказе только сеяли бедность и запустение по всей Грузии, обеспечивая идеальные условия для дворян, желающих получить больше власти от центрального правительства.

## Фрагментация Грузии

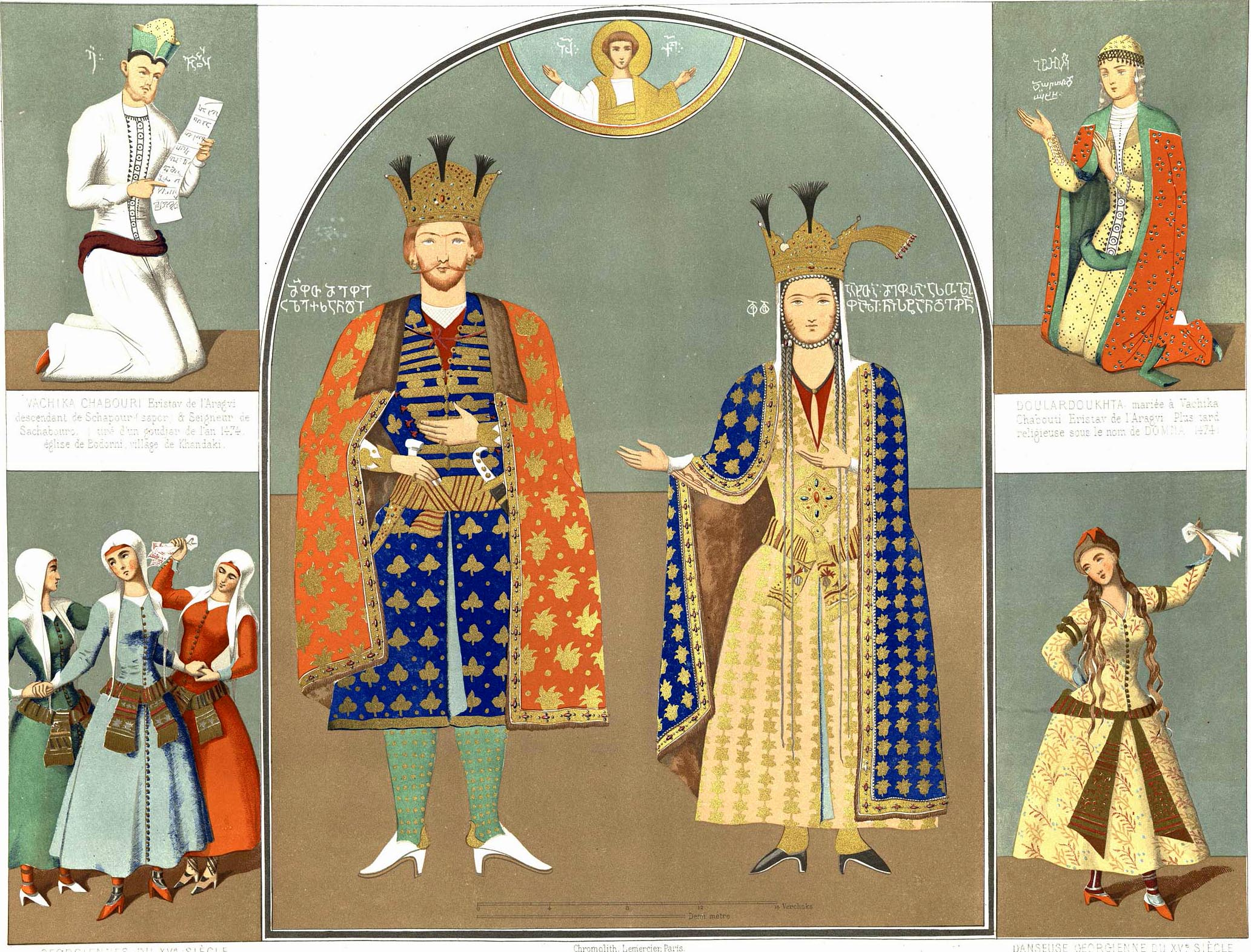
Решение царя Грузии Александра I разделить управление царства между тремя его сыновьями рассматривается как конец единства Грузии и начало её распада.

Чтобы обезопасить власть центрального правительства над провинциями, царь Александр I, опираясь на пример древней византийской традиции, в 1433 году назначил трех своих сыновей соправителями, Деметрия, Вахтанга и Георгия. Вместе эти соправители разделили управление царством, Деметрий взял на себя ответственность за Западную Грузию, а его брат Георгий стал управлять Кахетией.
Однако такая договоренность просуществовала недолго. В 1442 году Александр I отрекся от престола и удалился в монастырь, оставив главную корону своему старшему сыну Вахтангу IV. Он правил четыре года, период, который был отмечен господством могущественных дворян. Он умер без наследника в 1446 году, оставив трон своим двум младшим братьям, которым пришлось разделить царство. Деметрий III, законный преемник Вахтанга IV, получил Самокалако, в то время как Георгий VIII стал царём Кахети и Картли, прежде чем стать единоличным правителем после смерти Деметрия в 1453 году.
Княжество Самцхе, управляемое домом Джакели, первым официально вышло из состава единой Грузии, когда Кваркваре II пришел к власти в 1451 году. Последний провозгласил религиозную независимость своего государства, конфисковав собственность Патриархата Грузии, запретив любое упоминание грузинского царя и патриарха в церквях, находящихся под его юрисдикцией, а также заменив членов грузинского духовенства священниками из Греции или Антиохии. Этот раскол носил временный характер, и жесткая реакция Католикосата Грузии вынудила Кваркваре II отказаться от этих амбиций.

### Восстание на Западе
Современная историография частично игнорирует причины восстания в Западной Грузии, положившего начало гражданской войне. По словам историков Н. Асатиани, К. Салиа и Д. Рейфилда, первые признаки разногласий между царём Георгием VIII и его вассалами появились в начале 1460-х годов, когда Кваркваре II решил создать антиосманскую коалицию после падения Константинополя, но так как он находился далеко от центральной Грузии, эти события никак не беспокоили центральную власть. В таких обстоятельствах Кваркваре выбрал союз с Узун Хасаном, правителем туркоманской федерации Ак-Коюнлу и случайным врагом Георгия VIII, чтобы защитить себя от усиливающейся Османской империи. Этому альянсу не удалось предотвратить падение последнего византийского оплота — Трапезундской империи, в 1461 году, кроме этого Узун Хасан проявил себя как опасный союзник, организовав военный набег на Самцхе, убив православных священников, опустошив некоторые деревни и разбив войска царя Георгия VIII.
Несмотря на провал этого союза, отношения между Тбилиси и Самцхе не восстановились. Самокалако, которое поддерживало антиосманскую коалицию, подавлялось центральным правительством, становясь отправной точкой военного конфликта. Однако, по мнению Мари Броссе восстание, начавшееся в 1462 году, имело скрытое происхождение. Он приписывает это Кваркваре II, близкому к Георгию VIII, но который пользовался царскими амбициями молодого наместника Баграта для продвижения своих интересов. Баграт, правивший Имерети от имени царя с 1455 года, был близким родственником Георгия VIII, и потому вызвал удивление царя своим восстанием.
Баграт, подкрепленный поддержкой Самцхе, объединился с могущественными Липаритом I Дадиани и Мамия II Гуриели, а также с правителями Абхазии и Сванетии. Благодаря этой военной помощи Баграту удалось завоевать царские крепости Георгия VIII по всей Западной Грузии и получить лояльность многих мелких дворян, в том числе в Картли. В 1462 г. (или 1463 г.) Георгий VIII и его войска пересекли Лихский хребет и вторглись в Имерети, чтобы восстановить власть в царстве. Кваркваре II возглавил военный легион в Имерети, но стратегически остался вне конфликта. Георгий VIII и его армия столкнулись с повстанческими силами под командованием Баграта у села Чихори, к востоку от Кутаиси. Баграт выиграл решающую битву, вынудив Георгия VIII вернуться в Картли.
В конечном итоге Баграт смог захватить Кутаиси, столицу региона, который временно оставался под контролем Георгия и в монастыре Гелати он был коронован как царь Имерети став именоваться Багратом II, официально отделив регионы к западу от Лихского хребта от остальной Грузии. Эриставы Мегрелии, Гурии, Абхазии и Сванетии, присутствовавшие на коронации, присягали на верность новому монарху, который возвел этих эриставов в статус князей (мтавари) и освободил их от любых финансовых обязательств. Это превратило Западную Грузию в федерацию княжеств, которая со временем стала только ослабевать.

### Господство Самцхе
Семья Джакели из Самцхе извлекла значительную выгоду из войны между западной и восточной половинами Грузинского царства и образовала большую автономию под властью Кваркваре II. Он даже принял титул Мепе (მეფე, то есть «царь») и стал чеканить свои монеты в своей столице Ахалцихе. Царь Георгий VIII вторгся в Самцхе в 1463 году и ему удалось победить Кваркваре, все его вассальные дворяне встали на сторону грузинского монарха.
После своего поражения Кваркваре II нашёл убежище у Баграта, нового царя Западной Грузии, контролирующего Имерети. Последний разрешил побеждённому князю использовать свои войска и армию Имерети и в том же году он возвратил Самцхе из под власти Георгия VIII. Вернувшись к власти в Ахалцихе, Кваркваре решил отомстить своим вассалам, которые встали на сторону центрального правительства во время вторжения, и с благословения Баграта заключил союз с князем Гурии Кахабером II. При поддержке наемников из Имерети и Гурии, Кваркваре II пересек Самцхе и северную провинцию Кларджети, заставляя подчиниться крепости этих регионов. В то время как некоторые дворяне присягнули князю, многие из них были казнены, а другие ушли в изгнание, в том числе Заза Панаскертели-Цицишвили, который стал советником у царя Георгия VIII. В знак благодарности Кахабер II получил Аджарию и Лазети.
В 1465 году Георгий VIII решил начать новое вторжение в Самцхе, чтобы восстановить единство. Обладая военным преимуществом над князем, он предложил Кваркваре II мирный договор, гарантируя жизнь семьи Джакели в обмен на возвращение мятежных территорий в царство. После отказа князя Георгий VIII нанёс новое поражение Кваркваре во время битвы близ озера Паравани, что привело к окончательному сопротивлению со стороны стражи князя, которым удалось победить стражу Георгия VIII и взять его в плен. Заключенный в тюрьме, Георгий VIII оставался царём Грузии, но был вынужден признать независимость Самцхе и жениться на Тамар Джакели, дочери Кваркваре, несмотря на то, что он уже был женат.

### Кахетинское царство
Баграт решил напасть на Картли. В 1466 году Баграт без заметного сопротивления захватил Тбилиси и взял в заложники патриарха Грузинской церкви Давида IV. Последний согласился признать господство имеретинского государя. Затем Баграт короновался как Баграт VI, царь всей Грузии. Самцхе был не очень доволен этим новым единством, и в том же году Кваркваре II освободил бывшего царя Георгия VIII из тюрьмы, чтобы посеять хаос в царстве. Георгий VIII возглавил ополчение, которое пересекло центральную Грузию и обосновалось в восточной провинции Кахети. В 1467 году Георгий получил подчинение местной знати и провозгласил независимость Кахетинского царства, разделив Грузию на два независимых царства.

### Государственный переворот
Хаотическая ситуация в грузинской политике сильно усугублялась предложением о перемирии между Багратом VI и Константином, провозгласившим себя царем Грузии. Прекращение огня позволило Константину стать официальным наследником Баграта VI в Картли, а западная Грузия была обещана князю Александру, сыну Баграта. Это соглашение лишь немного ослабило конфликт, и военные столкновения между двумя царями возобновились в 1470-х годах. В конце этого десятилетия Баграту VI удалось решительно победить Константина с помощью подкрепления из Мингрелии и Гурии.
В 1478 году умер Баграт VI, что положило начало последней серии конфликтов между грузинскими правителями. Затем Александр, сын Баграта, попытался короноваться в Кутаиси как правитель Западной Грузии, но его коронацию бойкотировали его вассалы, которые отказались признать его наследником. Константин, который правил Картли как Константин II, затем вторгся в Имерети, нанеся серьёзное поражение Александру, который потерял свою корону и был вынужден принять простое управление горными регионами Рача и Лечхуми.
В это время Георгий VIII противостоял Константину II в Картли, но потерпел поражение благодаря военной поддержке Самцхе. Он умер в 1476 году, и его место занял его сын, Александр I. Последний не претендовал на «общегрузинскую» корону и вел переговоры о границах с Тбилиси, спасая свое царство от возможного вторжения Константина II; он начал независимую внешнюю политику, отправив посольства в Великое княжество Московское.

### Царский совет 1490 г.

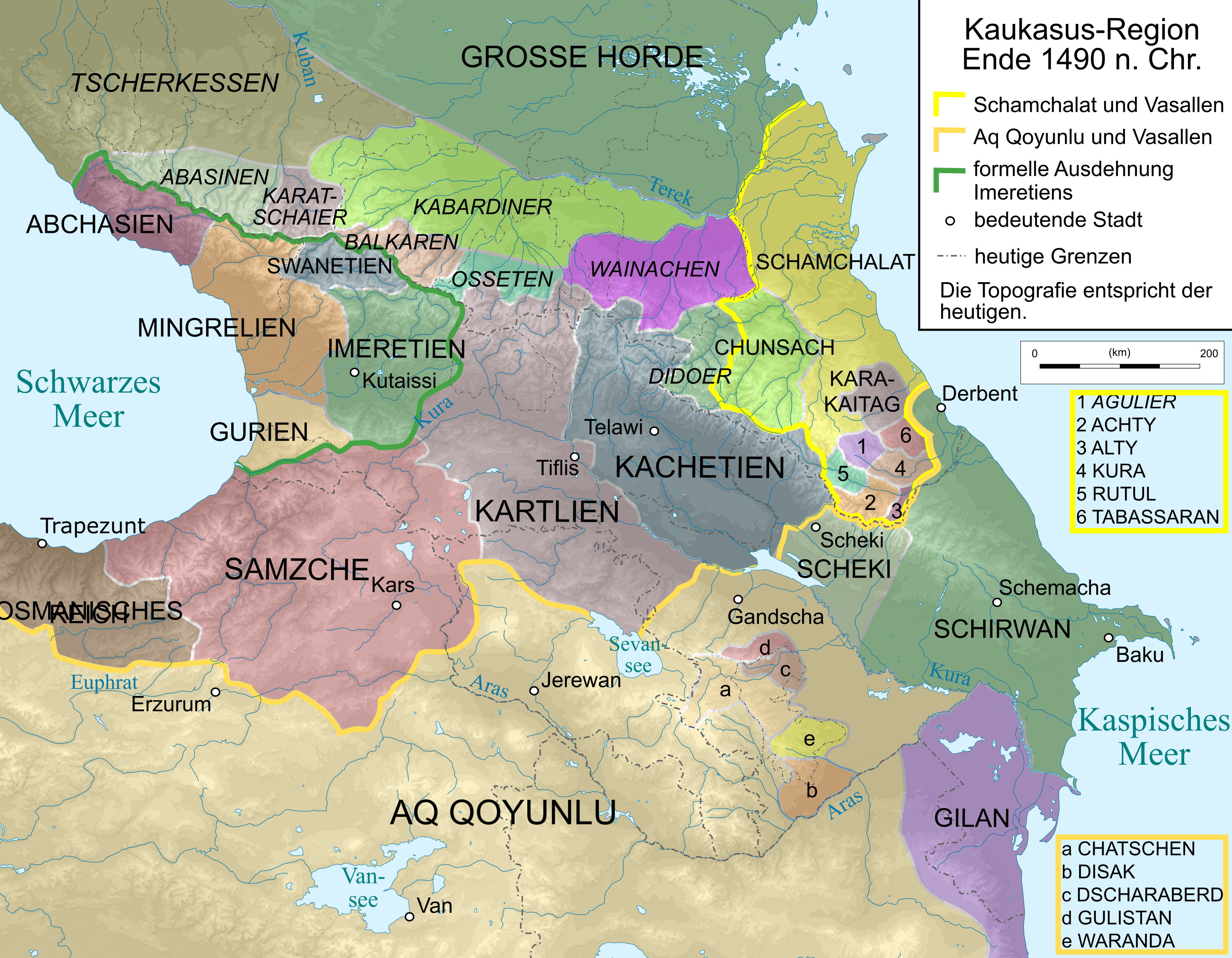
Грузия после официального краха в 1490 году.

В 1490 году царь Константин II принял одно из важнейших решений в истории Грузии. Он созвал Дарбази, царский совет, которому с XIII века было поручено помогать грузинскому государю при принятии важных решений. Совет, состоящий из высшего духовенства Грузинской православной церкви, шести царских министров, представителей крупнейших эриставств, и знатных грузинских семей, был законодательным органом, возглавляемым царем. Единогласное решение Дарбази 1490 г. заключалось в том, чтобы признать официальное разделение Грузинского царства — созданного 480 лет назад Багратом III — на три царства и одно княжество: царства Картли, Кахети, Имерети и княжество Самцхе.
Следуя решению Дарбази, Константин II заключил мирные договоры в 1491 году с Александром I, Кваркваре II и Александром II. Официально Грузия распалась и стала нацией трех царств и одного крупного княжества. Такая ситуация сохранялась вплоть до начала XIX века, а затем Грузия была частично аннексирована Российской империей.